# عطيبة (شبانكارة)
عطيبة (بالفارسية: عطیبه) هي قرية تقع في إيران في قسم شبانكارة الريفي. يقدر عدد سكانها بـ 725 نسمة بحسب إحصاء 2016.